# Pegatron
Die Pegatron Corporation (和碩聯合科技股份有限公司 / 和硕联合科技股份有限公司,  Hé Shuò Liánhé Kējì Gǔfèn Yǒuxiàn Gōngsī) ist ein taiwanischer Auftragshersteller von Elektronikartikeln, der hauptsächlich EDV-, Kommunikations- und Unterhaltungselektronik für Markenanbieter herstellt.

## Geschichte
Die Pegatron Corporation wurde am 2. Juni 2007 im Bezirk Beitou in Taipei, Taiwan, als Tochtergesellschaft der ASUSTeK Computer Inc. gegründet. Der Firmenname ist, wie auch der Name Asus vom geflügelten Pferd Pegasus abgeleitet. Im Januar 2008 übernahm Pegatron von Asus im Rahmen einer Unternehmensrestrukturierung die Unihan Corporation, welche seitdem eine Tochtergesellschaft von Pegatron darstellt. Unihan wurde 2013 eingegliedert.
Im Juni 2010 ging das Unternehmen zum ersten Mal an die taiwanesische Börse und übernahm noch im gleichen Jahr die ASRock Inc. von Asus. Asus' Aktienanteil an Pegatron beträgt mittlerweile (Stand 2015) noch 17,23 %.

## Unternehmensstruktur

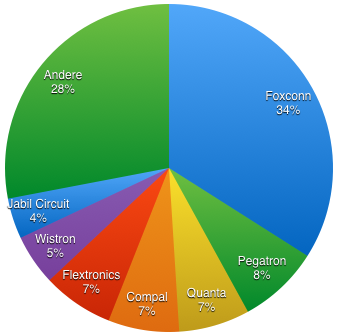
Pegatron ist gemessen nach Umsatz der zweitgrößte EMS weltweit

Die Pegatron Corporation ist in drei Unternehmenssparten aufgegliedert. Im Bereich EDV-Geräte stellt das Unternehmen Notebooks, Desktop-Computer und Motherboards her, im Bereich Unterhaltungselektronik Tabletcomputer, Spielkonsolen, LCD-Fernseher und Multimedia-Spieler und im Bereich Kommunikationsgeräte Smartphones, sowie Breitband und Netzwerkgeräte.
Der Großteil der Unternehmensverwaltung und Produktion sitzt in Taiwan, das Unternehmen hat jedoch zusätzlich Produktionsstandorte in China, der tschechischen Republik, den USA, Mexiko und Japan.

## Großkunden
Zurzeit sind u. a. folgende Unternehmen Großkunde bei Pegatron:
- Acer (Taiwan)
- Apple (USA)
- Asus (Taiwan)
- Dell (USA)
- Fujitsu (Japan)
- Hewlett-Packard (USA)
- Intel (USA)
- Lenovo (China)
- Microsoft (USA)
- Nokia (Finnland)
- Panasonic (Japan)
- Sony (Japan)
- Toshiba (Japan)

In Klammern steht das Land mit dem Hauptsitz des Unternehmens.

## Wirtschaftliche Kennzahlen
| Jahr                                      | Umsatz (in Mio. TWD) | Umsatzveränderung | Gewinn (in Mio. TWD) | Gewinnveränderung |
| ----------------------------------------- | -------------------- | ----------------- | -------------------- | ----------------- |
| 2008                                      | 513.294              | —                 | —                    | —                 |
| 2009                                      | 538.081              | ▲4,83 %           | —                    | —                 |
| 2010                                      | 530.531              | ▼1,40 %           | —                    | —                 |
| 2011                                      | 599.942              | ▲13,08 %          | 3.305                | —                 |
| 2012                                      | 881.895              | ▲47,00 %          | 6.383                | ▲93,13 %          |
| 2013                                      | 949.752              | ▲7,69 %           | 9.554                | ▲49,68 %          |
| 2014                                      | 1.019.738            | ▲7,37 %           | 14.658               | ▲53,42 %          |
| 2015                                      | 1.213.713            | ▲19,02 %          | 23.812               | ▲62,45 %          |
| 2016                                      | 1.157.710            | ▼4,61 %           | 19.340               | ▼18,78 %          |
| 2017                                      | 1.193.809            | ▲3,12 %           | 14.683               | ▼24,08 %          |
| 2018                                      | 1.340.002            | ▲12,25 %          | 11.115               | ▼24,30 %          |
| 2019                                      | 1.366.287            | ▲1,96 %           | 19.318               | ▲73,80 %          |
| 2020                                      | 1.399.332            | ▲2,42 %           | 20.208               | ▲4,61 %           |
| 2021                                      | 1.263.720            | ▼9,69 %           | 20.546               | ▲1,67 %           |
| Daten per IFRS; Quelle: finance.yahoo.com |                      |                   |                      |                   |

## Kritik
Im Juli 2013 deckten Mitglieder der China Labor Watch bei Pegatron schwere Verstöße gegen das Arbeitsrecht auf. Bei verdeckten Ermittlungen in drei Fabriken, die für Apple Elektronikartikel herstellten, wurde festgehalten, dass die Arbeiter wöchentliche Arbeitszeiten von 66 bis 69 Stunden einhalten müssen und für Überstunden nicht bezahlt werden. Zudem setze das Unternehmen Minderjährige an den Produktionslinien ein und steuere einen Großteil zur Umweltverschmutzung in China bei. Nach Interviews mit mehr als 200 Pegatron-Mitarbeitern sagte der Vorsitzende der China Labor Watch, dass in den Fabriken noch schlimmere Bedingungen herrschen als bei Foxconn, einem weiteren Auftragshersteller für Apple, der zuvor mehrmals wegen mangelhafter Arbeitsbedingungen in die Kritik geraten war.
Im Dezember 2014 kamen durch eine Dokumentation der BBC schlechte Arbeitsbedingungen und die Misshandlung von Mitarbeitern in einer Pegatron-Fabrik in Shanghai ans Licht. In der Fabrik, die damals das iPhone 6 für Apple herstellte, wurde festgehalten, dass Mitarbeiter teilweise gezwungen werden 18 Tage am Stück und in Schichten von bis zu 16 Stunden zu arbeiten. Zusätzlich waren mangelhafte Bedingungen in der Wohnanlage auf dem Betriebsgelände aufgedeckt worden, in der sich zwölf Arbeiter einen kleinen Raum teilen mussten.